# Poder Ciudadano Ya
PODER CIUDADANO ¡YA! es una organización de la sociedad civil que busca propiciar iniciativas para fortalecer la transparencia, legitimidad y la eficacia de la democracia costarricense. La organización nace en el año 2012 con 6 miembros fundadores, provenientes de diversos ámbitos profesionales y políticos, y con el tiempo se fueron sumando más integrantes, por lo que a 2022 cuentan con 18 miembros aproximadamente. 
Se dio a conocer por presentar el proyecto de iniciativa popular ante la Asamblea Legislativa de Costa Rica del Proyecto de Ley de Reforma a los Artículos 96, 106, 107,108, 110, 116 y 117 de la Constitución Política de Costa Rica o expediente legislativo 20127 que busca reformar el sistema de elección de diputados de Costa Rica. Este expediente fue presentado el 18 de octubre del 2016 y posteriormente retirado de la corriente parlamentaria. Actualmente está en estudio por el grupo.
En 2021, presentaron un proyecto denominado "Mayor información y transparencia electoral", para reformar el artículo 148 del Código Electoral.  El proyecto se tramitó bajo el expediente legislativo 22414, fue aprobado por unanimidad y se publicó en La Gaceta el 26 de agosto del 2021. Esta reforma se aplicó por primera vez en las elecciones del 2022.

## Proyecto de Ley 20127
El proyecto de ley presentado por PODER CIUDADANO ¡YA! proponía transformar el sistema costarricense de elección de representantes al Parlamento, que en Costa Rica es por medio de listas cerradas, hacia un SISTEMA MIXTO PROPORCIONAL (SMP), similar al modelo instaurado en Alemania en 1949 y en Nueva Zelanda en 1994. En un Sistema Mixto Proporcional el Parlamento se constituye con diputados que son electos por dos vías: un grupo por elección directa por distrito electoral (primer voto) y otro por medio de una lista nacional cerrada propuesta por su partido (segundo voto). El primer voto es directo y salvaguarda el concepto de representatividad; el segundo voto por lista nacional permite una distribución proporcional de escaños en el total de la Asamblea. Es decir, tiene la virtud de ofrecer una alta representatividad y un mecanismo correctivo de proporcionalidad.
Actualmente la Constitución costarricense establece un número fijo de 57 diputados (originalmente la Constitución establecía el ajuste del número según el aumento de la población pero fue fijado en 57 en una reforma de 1961) electos proporcionalmente por cada una de las siete provincias según la población de las mismas. PODER CIUDADANO ¡YA! plantea una Asamblea Legislativa integrada por 84 representantes, de los cuales 42 de estos serían electos por voto directo (uno por cada uno de 42 distritos electorales creados para tal efecto) reforzando la representatividad, y los restantes 42 provendrían de la lista propuesta a los electores por cada partido inscrito a escala nacional. . Cada partido elegiría tantos diputados del total de 84 como corresponda según el porcentaje de votos válidos obtenidos en todo el país, siempre que supere el umbral del 4% del total de votos válidos emitidos. Así, el modelo garantiza una proporcionalidad mayor que el sistema en vigor. Según Abril Gordienko, una de las líderes de PODER CIUDADANO ¡YA! , cuando se redactó la Constitución Política de Costa Rica de 1949 el número de 57 diputados correspondía a uno por cada 14 mil habitantes, actualmente es uno por cada 80.000.   La propuesta también incluía la reelección consecutiva por un máximo de tres períodos (actualmente los diputados costarricenses no pueden reelegirse consecutivamente, pero no tienen límites para reelegirse de forma alternada).
La iniciativa de PODER CIUDADANO ¡YA!  fue apoyada en el período 2014-2018 por diez legisladores: Ottón Solís, Epsy Campbell y Marcela Guerrero del Partido Acción Ciudadana, Gerardo Vargas Rojas y Luis Vásquez del Partido Unidad Social Cristiana, y Antonio Álvarez Desanti y Sandra Piszk del Partido Liberación Nacional. Durante el período 2018-2022 el expediente tuvo inicialmente el apoyo de las principales bancadas, hablando a su favor los jefes de fracción de los partidos Liberación Nacional, Acción Ciudadana, Unidad Social Cristiana y Restauración Nacional, a pesar de que la propuesta probó ser impopular entre la población. Sin embargo, conforme se inició el debate legislativo los respaldos entre los diputados se enfriaron. Durante las discusiones en junio de 2019 para votar el paso del proyecto a comisión (requisito obligatorio para las reformas constitucionales) distintos diputados de todas las bancadas manifestaron su oposición alegando desde la posible inconstitucionalidad de la reforma según criterios previos de la Sala Constitucional (al establecer una reforma general de la Constitución lo que según la Sala no puede hacerse por parte de los diputados que solo pueden hacer reformas parciales, sino solo por constituyente) hasta la inconveniencia del cambio debido al déficit fiscal que afronta el país. Un documento publicado por varios académicos de la Escuela de Ciencias Políticas de la Universidad de Costa Rica cuestionó los argumentos esbozados por PODER CIUDADANO ¡YA! , arguyendo entre otras cosas que la reforma iría en detrimento de las minorías, favorecería a los partidos tradicionales, al caudillismo local y que dificultaría la paridad de género. A los cuestionamientos esbozados por la Escuela de Ciencias Políticas de la UCR, PODER CIUDADANO ¡YA! contestó argumentando que esta era la oportunidad para discutir la única propuesta de reforma al sistema electoral legislativo que se había presentado hasta el momento, y que no permitir su análisis y discusión en una Comisión y, posteriormente en el Plenario, rompería la práctica democrática de dar admisibilidad a proyectos que han llegado al punto en el que estaba el N° 20.127, además de que atentaría contra el propósito mismo del proyecto: atender el descontento ciudadano por no sentirse representados en el órgano más importante de la representación política, la Asamblea Legislativa.

## Proyecto de Ley 22414
En Costa Rica, la tarea de escrutinio de candidatos presidenciales, diputados y alcaldes había sido llevada a cabo y divulgada por la prensa y,  desde 2010, por el Instituto de Formación y Estudios Democráticos del Tribunal Supremo de Elecciones (IFED). Sin embargo, debido a que la entrega de esta información era opcional y no obligatoria, algunos partidos políticos hacían una entrega parcial de lo solicitado o no la envíaban del todo. 
En 2021, PODER CIUDADANO ¡YA! presentó el proyecto de ley 22414 para agregar lo siguiente al artículo 148 del Código Electoral:  “ Junto con las fórmulas, es obligatorio que el comité ejecutivo presente una biografía y una fotografía vigente de las personas candidatas a diputaciones y a la presidencia y vicepresidencias de la República. En el caso de las candidaturas a la presidencia de la República deberán presentar, además, el programa de gobierno de su partido político respectivo”. Adicionalmente, se obliga al TSE a publicar la información para que sea accesible a toda la ciudadanía.
El proyecto fue aprobado por unanimidad y se publicó como la La ley 10.018 para un Voto Informado, en La Gaceta del 26 de agosto del 2021.